# Anta da Cerqueira

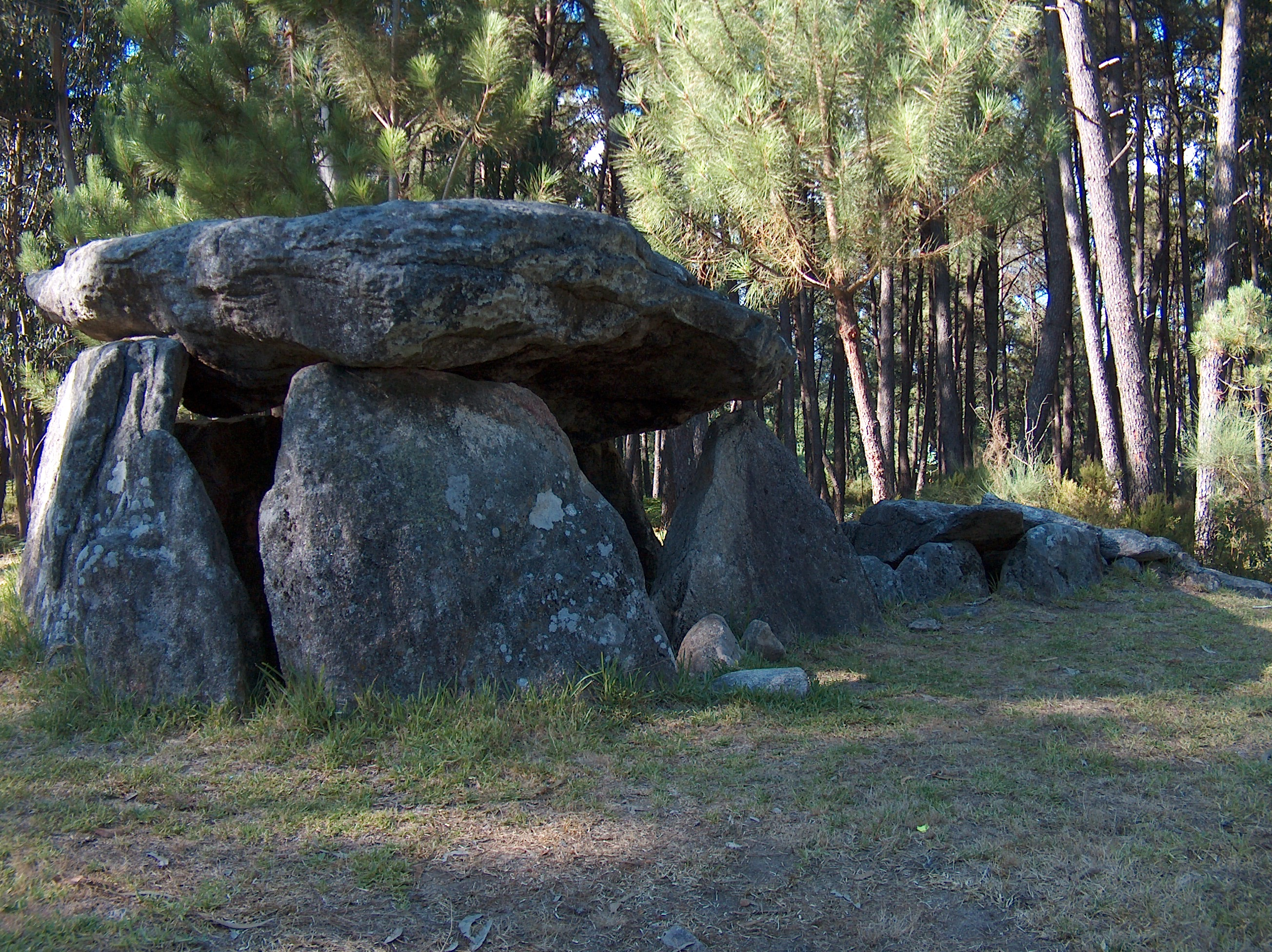
Anta da Cerqueira.

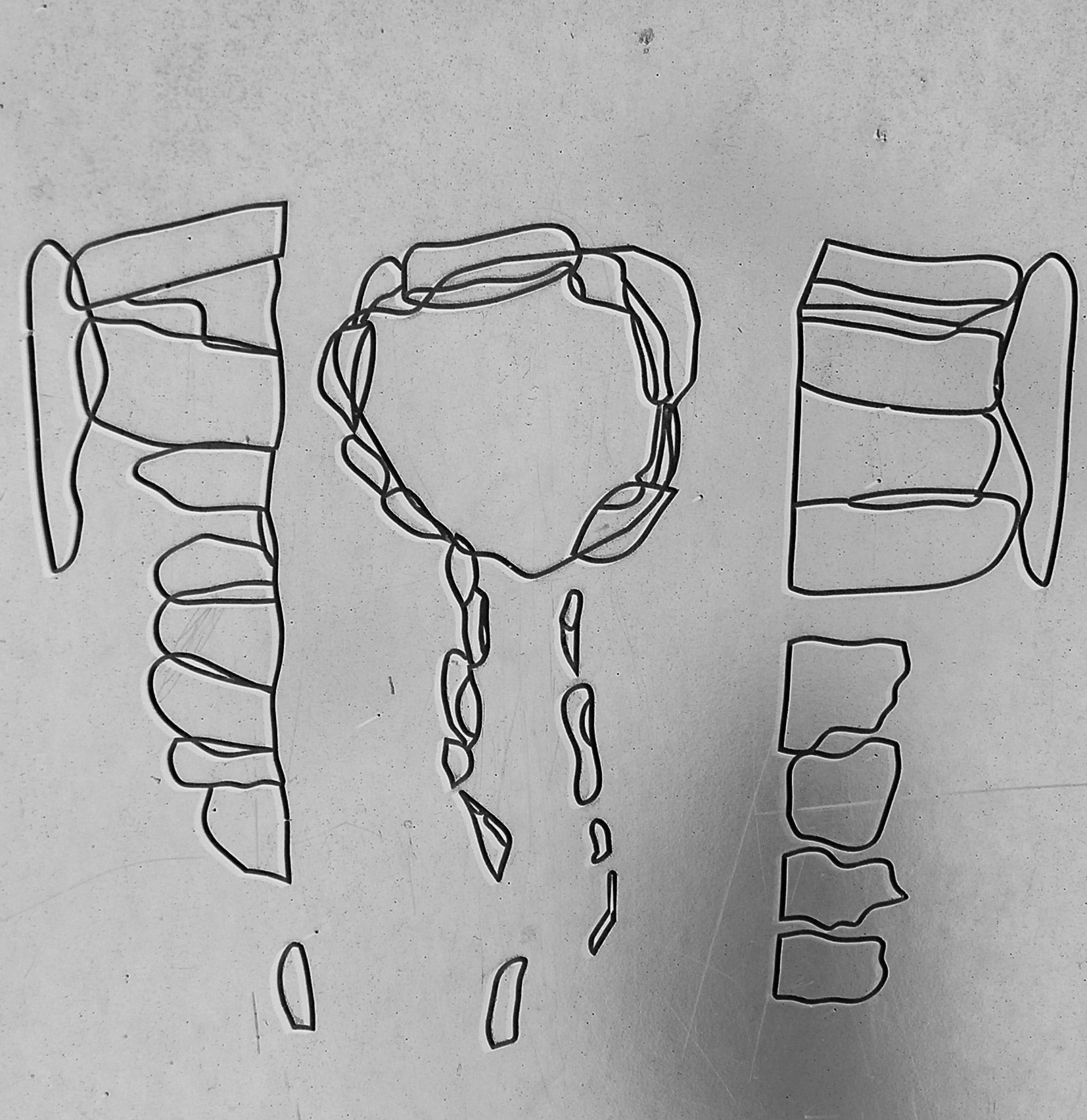
Planta da Anta da Cerqueira.

A Anta da Cerqueira, também referida localmente como Casa Moura, localiza-se na vertente este da serra do Arestal, na freguesia de Couto de Esteves, Município de Sever do Vouga, Distrito de Aveiro, em Portugal. É a mais completa de seu tipo no distrito. 

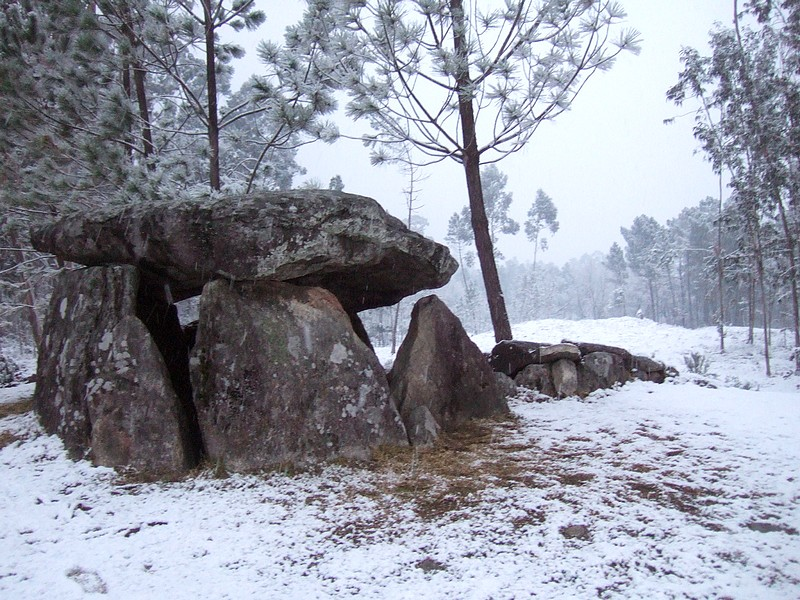

## História
Está inserida numa necrópole constituída por oito monumentos (2005) e calcula-se que terá sido edificada entre o IV milénio e a primeira metade do III milénio a.C..
Encontra-se classificada como Imóvel de Interesse Público desde 1985.

## Características
A câmara desta anta, de formato poligonal, tem 3,54 metros de largura por 3 metros de comprimento e é formada por nove esteios, cobertos por uma laje, mais ou menos circular, com 3,76 metros de largura por 3,26 metros de comprimento sendo a sua espessura média de 0,45 metros.
O corredor de acesso à câmara que conserva ainda onze esteios, tem 4,4 metros de comprimento.